# كنيسة حوفا الوسطية
كنيسة حوفا الوسطية كنيسة أثرية تقع في قرية حوفا الوسطية في المنطقة الشمالية الغربية من محافظة إربد، وهي إحدى قرى لواء الوسطية، وتبعد عن اربد 15 كيلو متر ويتم الوصول إليها عبر الطريق القديم الذي يربط إربد بالشونة الشمالية، ويرتفع موقع الكنيسة حوالي 327 متر عن سطح البحر، المناخ فيها معتدل وتتميز بخصوبة تربتها وأنها جيدة للزراعة، وتوجد الكنيسة على قمة هضبة محاطة بعدد من الأودية.

## تاريخ البحث الاثري
لقد أشار شوماخر إلى موقع حوفا وذلك في عام 1890م (Schumacher 1890 :135-136)
أما نلسون جلوك فقد أشار إليها من خلال زيارته إلى قرى حول قرية حوفا في عام 1951 م (Glueck 1951 : 178-179
ومن ثم قيام السيدة ربى أبو دلو بمسح اثري في عام 1992وكما دلت النماذج الفخارية الملتقطة أثناءها إلى ان الموقع قد سكن منذ الفترة الرومانية والبيزنطية وحتى الفترات الإسلامية (أبو دلو 1994 : 13).
ولقد قامت دائرة الآثار بعمل حفرية إنقاذية للموقع في عام 1992 (العزام 2009 : 19). وفي الموقع تم العثور على مجموعة من خزانات المياه المنتشرة فوق المناطق السكنية والصخرية، وبالإضافة إلى معاصر النبيذ المحفورة في الصخر والمقالع الحجرية حيث يأخذ منها الصخور لغاية بناء المنشات وكانت منتشرة كثيرا في الموقع، بالإضافة إلى معاصر الزيتون وبعض الكهوف المنحوته بالصخر (العزام2009: 59-61)، بالإضافة إلى بعض المحاجر سواء الموجودة بجانب الكنيسة ام البعيدة عنها.

## المخطط المعماري للكنيسة
تتكون الكنيسة من مخطط مستطيل الشكل على النظام البازيليكي الذي يتالف من ثلاث أروقة حيث ان الرواق الأوسط وهو صحن الكنيسة أكبر من الرواقين الجانبين، الرواق الشمالي والرواق الجنوبي، حيث ان قطر حنية صحن الكنيسة (صحنها) ضعف قطري الرواقين الجانبيين، وعادة ا يكون قطري الرواقين الجانبيين متساويان، كما أن الكنيسة لها حنيتان الأولى موجودة في النهاية للرواق الأوسط منطقة الهيكل في الجهة الشرقية من الكنيسة، والثاني بجوارها في نهاية الرواق الشمالي منها فقط، ولا يوجد لها أي اثر لحنية الثالثة في نهاية الرواق الجنوبي، حيث يوجد في نهاية الرواق شكل مربع محاط بالفسيفساء ويعتقد انه مخصص للعماد., ومن الملاحظ ان منطقة الهيكل غير متجه إلى الشرق بالضبط ولكن هناك انحراف باتجاه الجنوب، وهذا يعود إلى بناء الكنيسة كان يتم في فترات متباعدة نسبيا وفي أماكن مختلفة، وعدم دقة الأدوات المستخدمة في تحديد الاتجاهات، وتبلغ أبعاد الكنيسة من الخارج بأطوال 27.5 م من الشرق – الغرب، العرض 15 م من شمال – الجنوب، ومن الداخل بأطوال 20 م من الشرق – غرب والعرض
12.5 م من شمال – الجنوب، وتنقسم إلى ثلاثة أجزاء رئيسة :
- الرواق الأوسط بقياس 17 م من شرق – غرب، و6 م من شمال – الجنوب.

- الرواق الشمالي بقياس 16 م من شرق – غرب، و3.5 من شمال – جنوب.

- الرواق الجنوبي بقياس 14.5 من شرق – غرب، و 2.5 م من شمال – جنوب.

وتفصل بين الأروقة أعمدة لم يبق منها سوى دعامتين ارتكاز.

### الرواق الأوسط
هو الصحن حيث يكون النظام البازيليكي اعرض من الممرات أو الرواقيين الجانبين وأعلاها سقفا، ويكون في نهايته حنية تشكل المحراب الكنيسة أو هيكلها، ويقسم هذا الرواق إلى الساحة رئيسة الوسطى الذي توجد في نهايته الشرقية حنية الهيكل ويبلغ قطرها من الداخل 4 م، وطولها 4.20 م، وقد استخدمت الحجارة المشذبة الكبيرة الحجم.
أما تقنية البناء أساسات الجدران، سويت الأرض بالحجارة مختلفة الأحجام والتراب المدكوك فوق الصخر، ثم وضع فوقها الأساس لجدران الحنية، وتكون من صف واحد من الحجارة المشذبة.
أما أرضية الحنية مرتفعه عن أرضية الكنيسة بحوالي 20 سم، ودمر جزء كبير من منطقة الهيكل والذي كان يتوقع انه يحوي معالم دينية ومخلفات مادية تساعد على معرفة تاريخ الكنيسة.
و يلاحظ الباحث وجود مكان لحاجز الهيكل الذي يمتد من نهاية حنية المحراب في الجهة الشمالية في المساحة بين الهيكل والرواق الشمالي ويمتد بالتفافة حول منطقة الخورس وهي المسافة الموجودة امام المحراب حتى تصل إلى الجدار الجنوبي امام نهاية الرواق الجنوبي
وان منطقة الهيكل تضم أجزاء كنيسة هي المذبح، كرسي الأسقف، ومقاعد لرجال الدين، بالإضافة إلى المذاخر، وأحيانا كانت أرضية الهيكل على مدفن للقديسين علما ان كنيسة حوفا الوسطية لم يتم العثور على مدفن تحت أرضية الفسيفسائية وتم العثور على المدفن في الفناء المكشوف.
أما منطقة الخورس – جوقة للمرتلين التي تضم المنبر ومدخلة مكان عادة المنبر يمتد إلى منطقة الصحن ولم يتم العثور على أثاثه بسبب التدمير الذي لحق به.
آما المسافة الفاصلة بين الحنية الرواق الشمالي وأرضية رواقه بلغت 1 م، والمسافة الفاصلة بين نهاية الرواق الجنوبي وأرضيه رواق 1 متر، ويبدو أن حاجز الهيكل كان من الرخام.

### الرواق الشمالي
يقسم هذا الرواق إلى منطقتين، حيث انه ينتهي بجنية قطرها 4 م، وبنيت من الحجارة المشذبة بالطريقة التالية : سويت الأرض بالحجارة المختلفة الإحجام والتراب المدكوك ثم وضع فوقها الأساس الأول لجدار الحنية، وهي تتكون من صف واحد من الحجارة وهي بنفس الطريقة التي بني فيها الحنية الوسطى الرواق الوسطى.
الرواق الجنوبي 
يتميز هذا الرواق بجدار خارجي مبني من الحجارة المشذبة، وجد عليها بعض القصارة البيضاء وتغطي الجدار من الداخل، وينقسم الرواق الجنوبي إلى منطقتين تفصل بينهما أساسات من الحجارة بها أخاديد مجوف استخدم كأساس لحاجز المدخل ولم تبقى فيه غير مدماك واحد يتكون من صف باتجاه شمال – الجنوب، وقد تم العثور على أساس الجدار يتكون من قطع صخرية بالاتجاه الشمالي، بينهما فراغ من التراب البني الفاتح، وقد يكون أساسا للمدخل الغربي للرواق الجنوبي، حيث لم يعثر على حنية في نهايتها تظهر قطع صخرية في نهاية الجدار الجنوبي من الجهة الشرقية وهو يمثل زاوية الكنيسة الجنوبية الشرقية، ويلاحظ وجود ساحة في نهاية الرواق الجنوبي، ويعتقد أنها كانت للتعميد أو منضدة، حيث كانت الرواق كانت عبارة عن ممر، وكان يستخدم لتحضير القربان المقدس.

### قاعدة الارتكاز الغربية
مبنية من الصخر البكر، قياسها (الطول 1.40 م والعرض 0.70 م) ولم يبقى منها سوى أساس من الصخر الذي احتوى على طبقة من القصارة البيضاء من الناحية الجنوبية، ويبدو أن الكنيسة كانت مغطاة القصارة البيضاء

### قاعدة الارتكاز الوسطى
مبنية على حجارة مشذبة على أساس من التراب والحجارة المختلفة الحجم فوق الصخر البكر، ولم يبقى من هذه الدعامات سوى مدماك واحد مكون من 3 حجارة وضعت بشكل عرضي باتجاه شمال – جنوب، أما بمنطقة المدخل فلم يبقى منها أي اثر سوى وذلك القطع الصخري من الزاوية الجنوبية الغربية، مبنية من الكنيسة والزاوية المقابلة المنحوتة من الصخر الطبيعي وتمتد الزاويتان الحجرتين إلى شمال وتبلغ المسافة بينهما 3 م، باتجاه الشمال – جنوب.
وبعد منطقة المدخل تأتي الساحة المكشوفة وكانت تحتوي على بقعة أرضية فسيفيائية وتحتوي على مقبرة وان الساحة لايوجد لها حدود واضحة لمعرفة إذا كانت معمدة أم لا ويوجد تحتها آبار.

## المرفقات الكنيسة حوفا الوسطية
- المقبرة

- التجويف المنحوت في الصخر

- معاصر الزيتون والعنب

- الكهوف (العزام 2009 : 48 – 63).

والأرضيات الفسيفسائية في كنيسة حوفا الوسطية لقد غطت الأرضيات الفسيفسائية منطقة الكنيسة برواقها الأوسط والشمالي والجنوبي بالإضافة إلى منطقة المدخل، Narthex في الجهة الغربية من الكنيسة، وظهرت الأرضيات الفسيفسائية تحت طبقة سطحية ترابية على عمق يتراوح بين 0.70 م في الجهة الشمالية، و.0.15 م في الجهة الجنوبية، حيث تم رصفها بالحجارة الملونة لتشكيل اللوحات المختلفة (العزام 2009 : 101)

## المكتشفات الأثرية في أرضية الكنيسة

### القطع الحجرية
تم العثور على قطع من الرخام بطول (70 * 35 سم)، في منطقة الرواق الشمالي فوق الأرضية الفسيفسائية مباشرة، ويعتقد أنها فاصل بين منطقة قدس الأقداس والصحن.

### الكسر الفخارية
تم العثور على كسر فخارية متنوعة ضمن مساحات التي تم التنقيب فيها، من خلال القراءات الأولية للكسر تم تحديد فترتها وإنها تعود للقرنين السادس والسابع ميلادي.

### القطع المعدنية
عثر على صليب من البرونز معلق بسلسلة، وقد تكون من الأدوات التي استخدمت لحمل المبخرة أو المسرجة، وكما تم العثور على حلقتين دائريتين صغيرتين من معدن البرونز.

### قطع العملة
لقد تم العثور على قطعة واحدة من الزوايا الشمالية الغربية من منطقة المدخل على ارتفاع 30 سم من منطقة الردم، ولقد تم تاريخها إلى 518 – 127 ميلادي وإلى عهد جوستينيانوس الأول، وظهر على وجه صورة لوجه الإمبراطورية يلتفت إلى الجهة ليسرى، رافقها كتابات يونانية، وأما بالظهر ظهر عليها حرفM كبير بين نجمتين في الوسط، يعني ذلك قيمة العملة أو فئتها وتساوي 40 نمية، يعلوها صليب وتحتها حرف E، أما الجزء السفلي من ظهر العملة كتب عليها) CON) (العزام 2009 : 23 - 24).

### الزجاج
تم العثور على كتلة زجاجية صغيرة وقليلة ألا أنها الأزرق الشاحب، والأزرق المخضر، وتعود إلى الفترة البيزنطية والرومانية (أبو دلو 1994 : 19).

## أهم الأجزاء الداخلية والمعمارية للكنيسة
1. الرواق أو الممر الجانبي
2. المذبح
3. المنبر
4. الحنية
5. الساحة المكشوفة أمام مدخل الكنيسة
6. جرن العماد
7. كرسي الرئيس أو الاسقافة
8. الهيكل
9. حاجز الهيكل
10. غرفة الدفن
11. الغرفة الجانبية الجنوبية
12. الأيقونات
13. شاشة الأيقونات
14. المجاز
15. صحن الكنيسة
16. Pastoporien
17. Peristyle
18. Proth
19. Stipes tombs
20. Stoop
21. القبة
22. وإشكال القباب
23. نظام المثلثات الكروية
24. الحنايا المركزية
25. نظام التطنيف
26. المقاعد الجانبية
27. الموائد (العزام 2009 : 35 – 44).